# Neue Photographische Gesellschaft

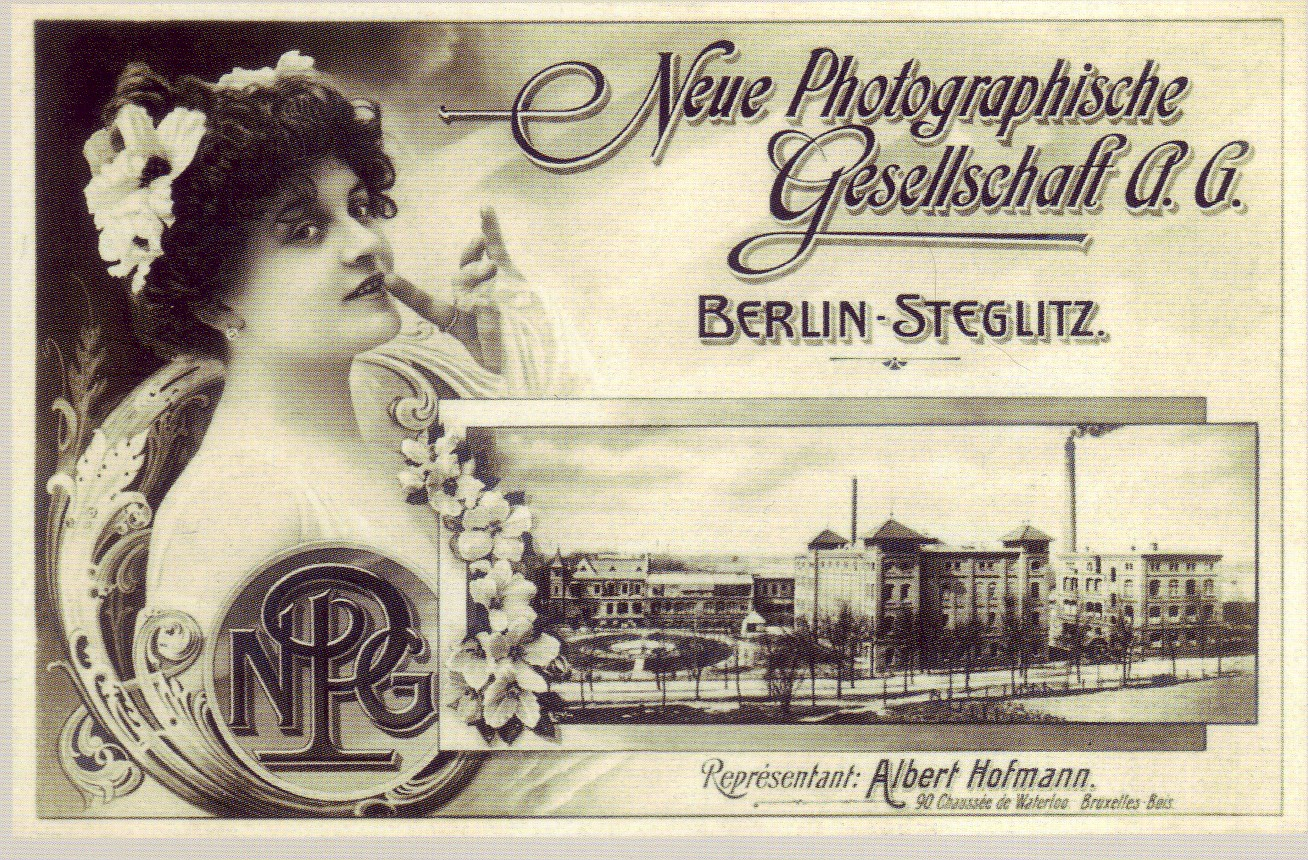
Vizitka NPG

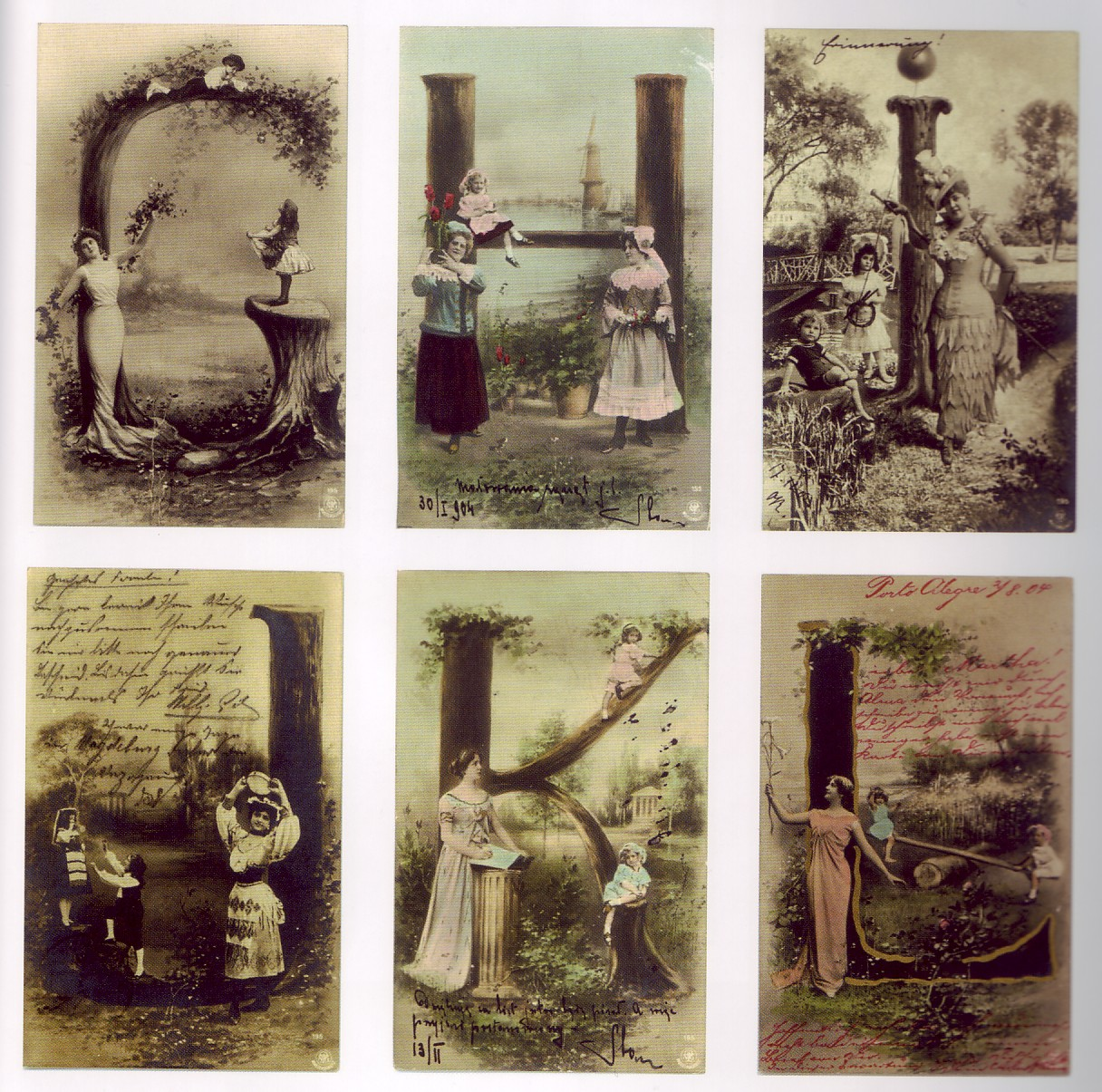
Pohlednicový motiv Abeceda

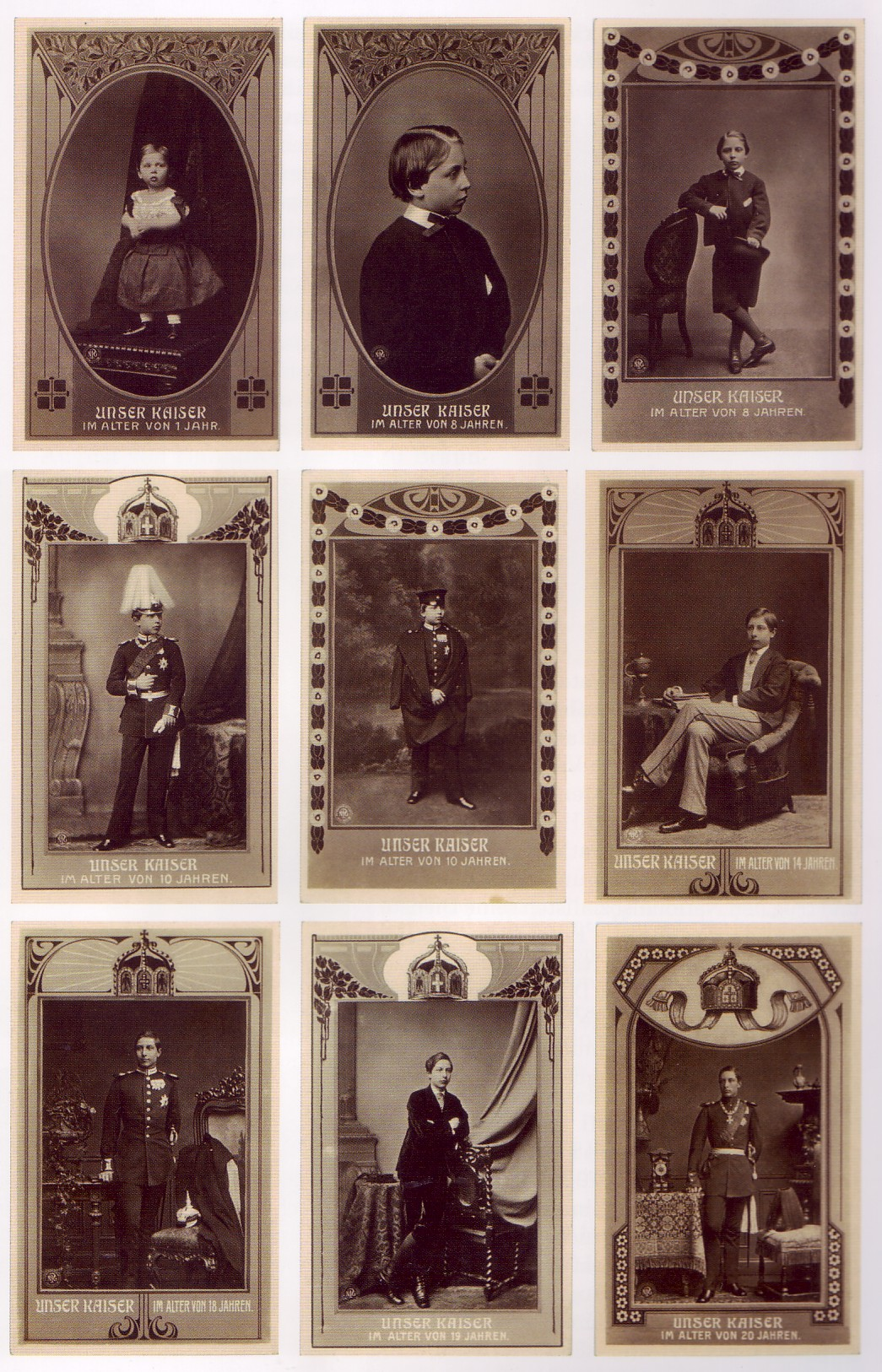
Pohlednicový motiv Císař Vilém II

Neue Photographische Gesellschaft m.b.H. (Nová fotografická společnost, NPG) byla německá fotografická firma, která existovala od roku 1894 do roku 1948. Vznikla ze společnosti NPG Pigmentverfahren, usnadnila masovou výrobu fotografií a je považována za vynálezce „Kilometrové fotografie“.

## Historie

### Založení
Společnost byla založena v Schönebergu dne 5. července 1894 panem Arthurem Schwarzem (* 1862, Braunsberg, Ostpreußen). Její sídlo bylo v ulici Sebastianstraße, později v ulici Siemensstraße. Byla jednou z nejznámějších a největších společností v oblasti produkce pohlednic, fotografií a stereofotografií. NPG se zabývala produkcí fotografií prostřednictvím fotografického procesu bromostříbrného papíru citlivého na světlo, využívala rotační mechanismus a věnovala se průzkumu základů barevné fotografie. S vynálezem "kilometrové fotografie" byl poprvé v NPG používán fotografický papír v rolích, což významně umožnilo hromadnou výrobu fotografií. Automaticky fungující expozice a zpracovatelské stroje urychlily proces a nahradil fotografickou produkci pomocí skleněných desek. Základy barevné fotografie položili chemik Dr. Rudolf Fischer a jeho kolega Dr. Hans Sigrist v letech 1910 až 1912, které vyvinuli v laboratořích NPG.
V roce 1899 se firma přešla na akciovou společnost. To vedlo k vzestupu NPG s dceřinými společnostmi v Londýně, Paříži, Římě a New Yorku. V roce 1904 měli 650 zaměstnanců, později více než 1000.

## Firemní kultura
NPG se vyznačovala sociální kulturou podnikání. Pro zaměstnance byla zřízena podniková zdravotní pokladna, která poskytovala zaměstnancům kromě bezplatné lékařské péče a nemocným nemocenské dávky. Kromě toho NPG poskytovala životní pojištění na základě systému odměn a vánočních bonusů pro všechny zaměstnance, který v roce 1903 činil dohromady 20 000 německých marek.
Zaměstnancům NPG byla od druhého pracovního roku udělována hrazená dovolená a měli volný přístup do knihovny s 1600 knižními svazky založené generálním ředitelem Arthurem Schwarzem. Hasičský spolek čítající 37 mužů se staral o bezpečnost v továrně. Společnost vlastnila kasino s jídelnou o velikosti 36 metrů na délku a 14 metrů široké, zaměstnancům bylo poskytováno jídlo a pití za nákladové ceny, ženám zdarma. Čítárna s novinami a jeviště určené pro divadelní představení se starala o blaho zaměstnanců.

### Nadnárodní expanze a rozpuštění
Široká nabídka pohlednic a fotografických tisků černobílých i kolorovaných si získala dobré jméno firmy i za hranicemi Berlína. Vilém II. Pruský poděkoval NPG v samostatném dopise za velký počet císařských obrázků, které visely ve školách, kasárnách a ve veřejných budovách.
Celostátní úspěch společnosti byl především díky Arthuru Schwarz. Procestoval 60 měst v 75. dnech, například v Kanadě, Mexiku, Rusku, Řecku, Itálii a Francii, kde navazoval kontakty, zkušenosti a znalosti. Tyto cesty byly základem pro zřízení dceřiné společnosti v roce 1890 v Londýně a v roce 1892 v New Yorku.
V roce 1912 upustil Arthur Schwarz od svých vedoucích pozic, protože konkurence „dávala firmě velmi zabrat“. Během první světové války byly přerušeny mezinárodní obchodní styky a výroba se v zimě 1921/22 přesunula na ulici Siemensstraße. Pod stejným názvem NPG firmu převzala jako dceřinou drážďanská společnost Mimosa a provozovala ji až do roku 1948.

## Galerie

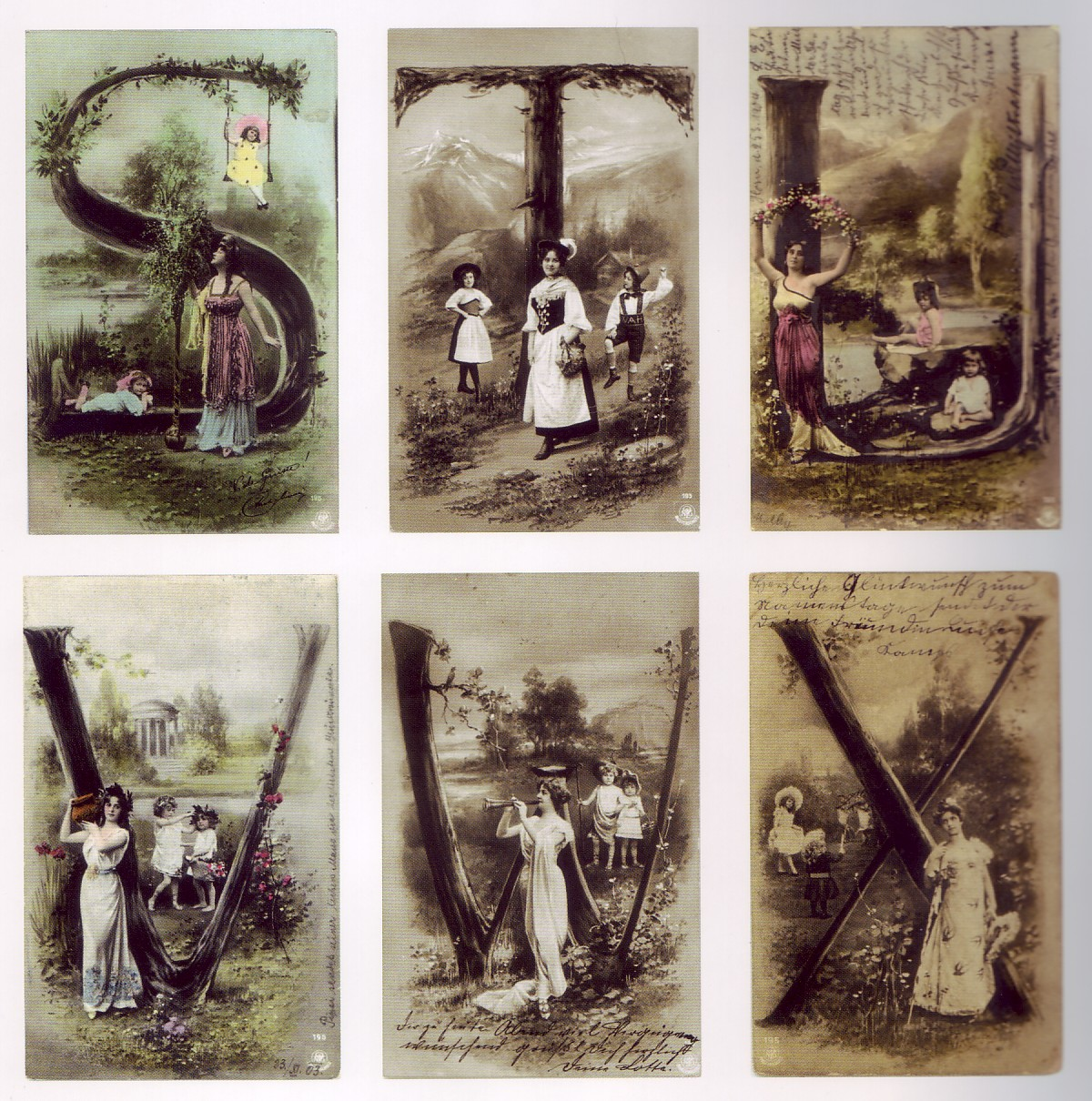
Pohlednicový motiv Abeceda
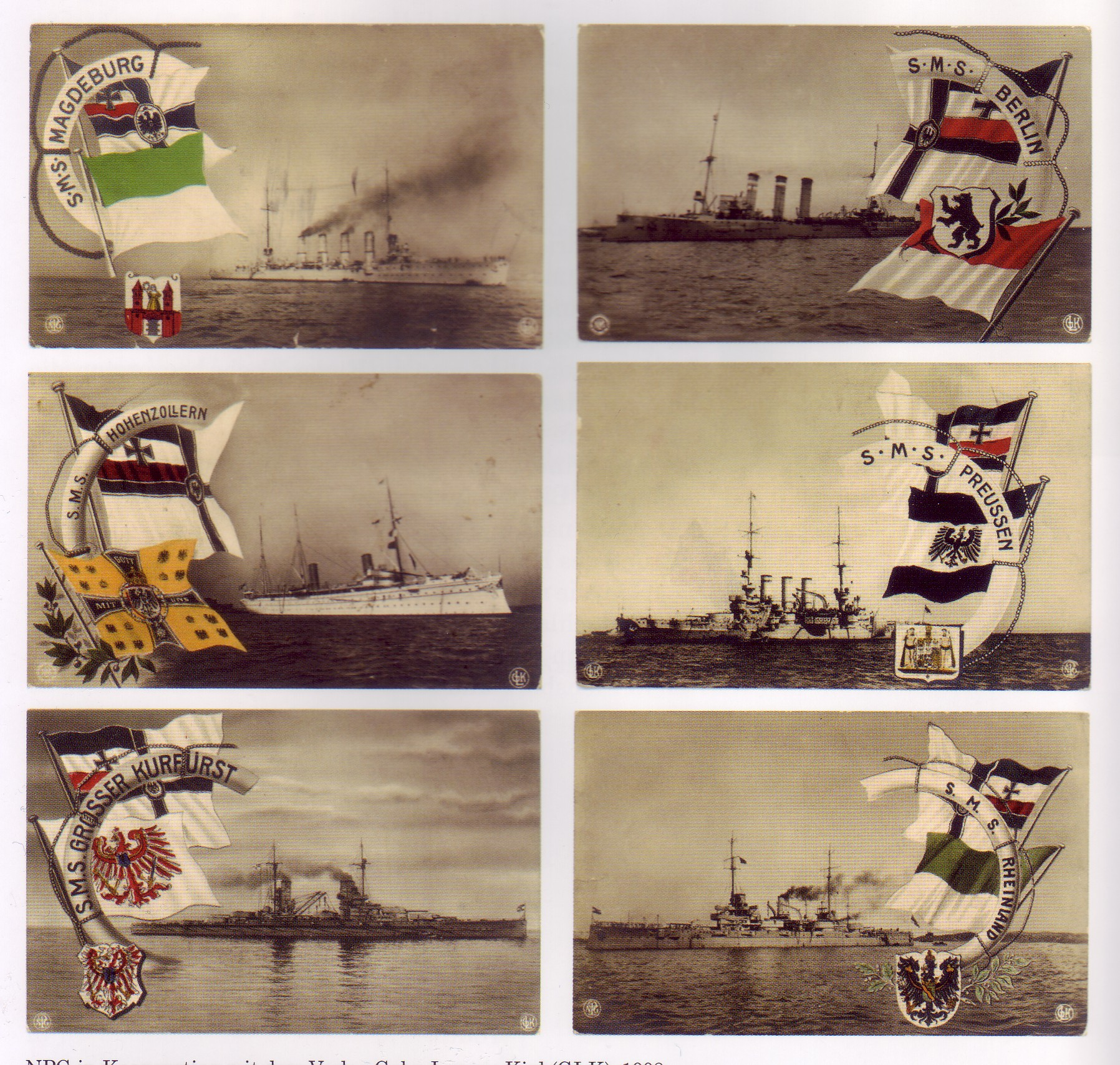
Pohlednicový motiv Válečná flotila
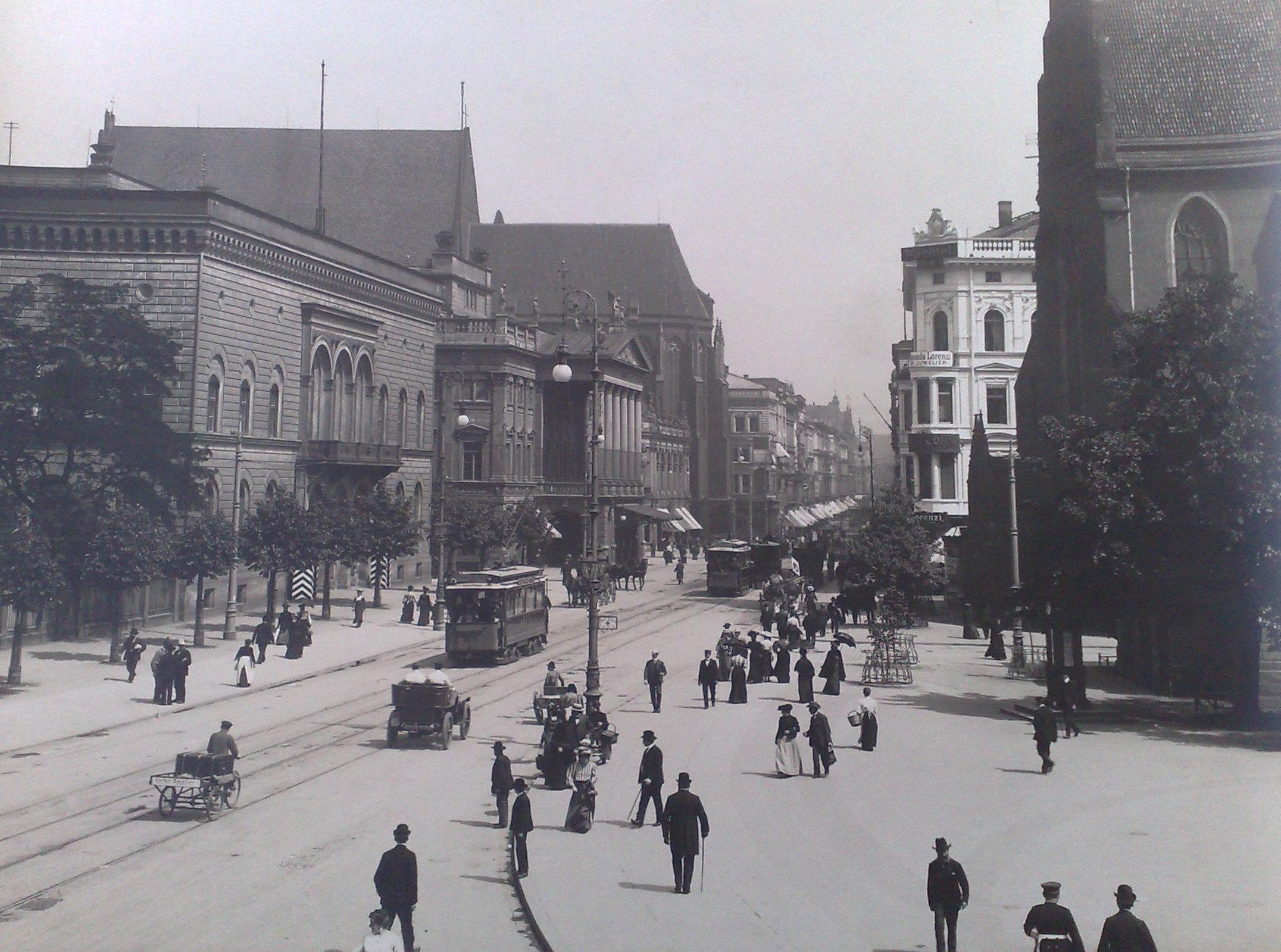
Vratislav, 1906
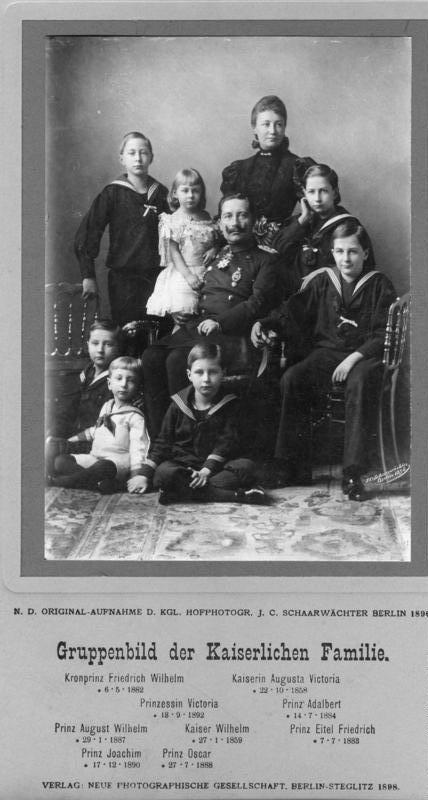
Rodina Viléma II.
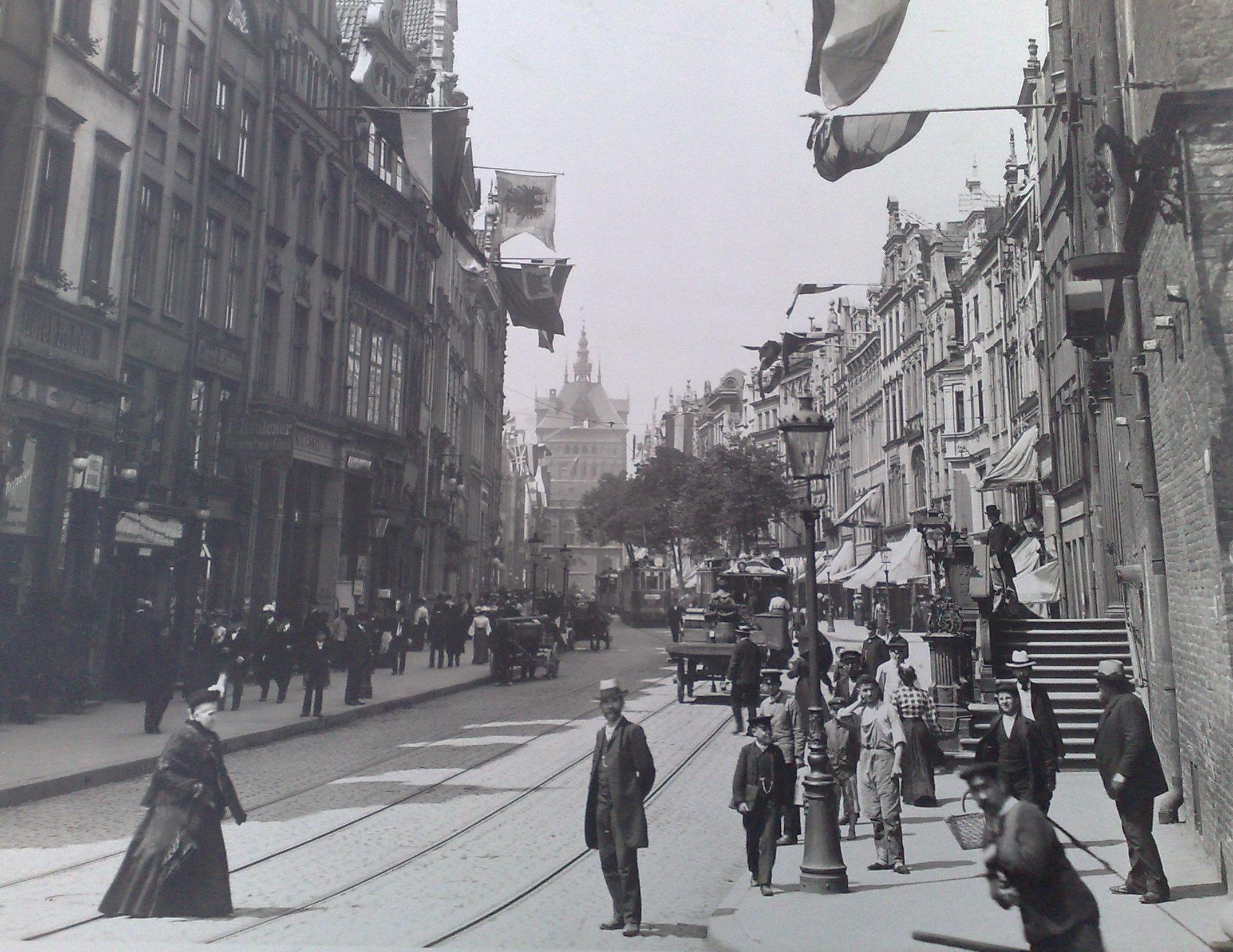
Gdaňsk, Główne Miasto, ulice Długa
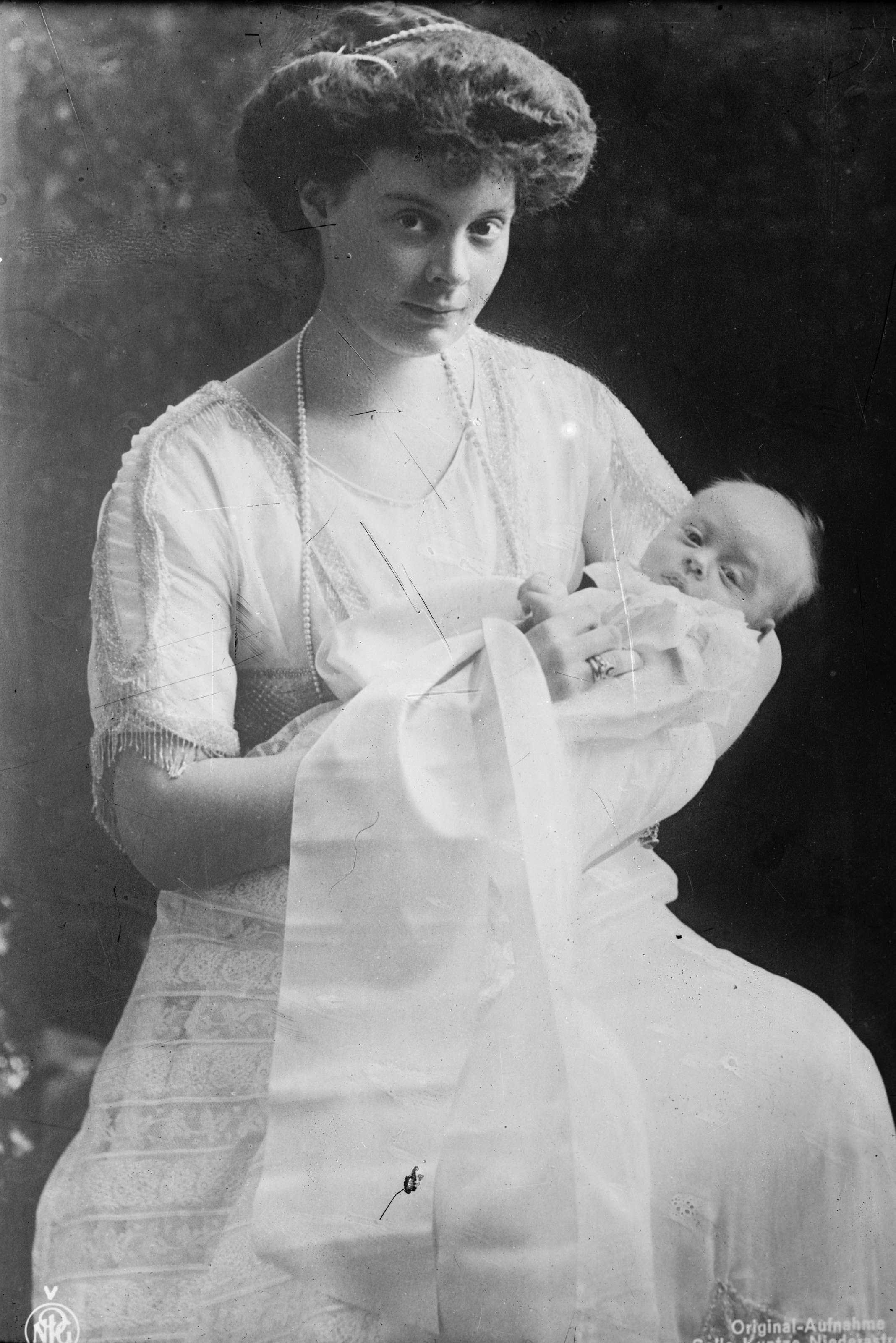
Korunní princezna Cecilie se synem princem Friedrichem Pruským
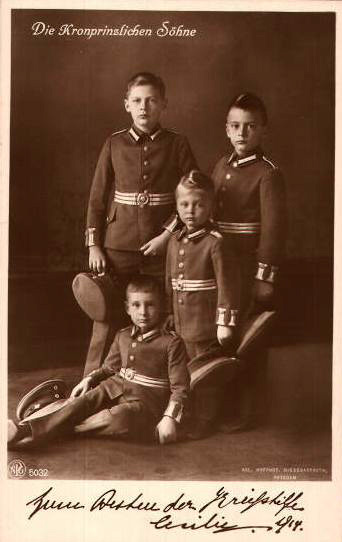
Korunní princové v uniformách, 1914